# Phương ngữ Mã Tổ
Phương ngữ Mã Tổ (Tiếng Mân Đông: Mā-cū-huâ/馬祖話) là phương ngữ địa phương của Quần đảo Mã Tổ, Đài Loan. Người bản ngữ cũng gọi nó là Bàng-huâ (平話 - Bình thoại), nghĩa là ngôn ngữ được nói trong cuộc sống hàng ngày. Nó được công nhận là một trong những ngôn ngữ theo luật định cho các thông báo giao thông công cộng tại huyện Liên Giang, Trung Hoa Dân quốc.
Nó là một nhánh nhỏ của phương ngữ Phúc Châu, Tiếng Mân Đông. Phương ngữ Mã Tổ khá giống với phương ngữ Trường Lạc, một tiểu phương ngữ khác của phương ngữ Phúc Châu.